# 청주 샘봉산성
청주 샘봉산성(文義 샘봉山城)은 충청북도 청주시 상당구에 있다. 2017년 3월 17일 청주시의 향토유적 제28호로 지정되었다.

## 지정 사유
2가지 이상의 석재를 이용한 테뫼식 석축 산성으로 문의-회인간 교통로를 방어한 산성이다.